# Faverolles-lès-Lucey
Faverolles-lès-Lucey – miejscowość i gmina we Francji, w regionie Burgundia-Franche-Comté, w departamencie Côte-d’Or.
Według danych na rok 1990 gminę zamieszkiwało 17 osób, a gęstość zaludnienia wynosiła 2 osoby/km² (wśród 2044 gmin Burgundii Faverolles-lès-Lucey plasuje się na 887. miejscu pod względem liczby ludności, natomiast pod względem powierzchni na miejscu 1015.).